# NOISY
NOISY（ノイジー、本名：大田宏 - おおた ひろし、1971年12月13日 - ）は日本のベーシスト、歌手。宮崎県延岡市出身。射手座、血液型はO型。

## 略歴
延岡学園高等学校卒業
1992年、SEX MACHINEGUNSにヴォーカリストとして加入するが、フザけ過ぎてクビになる。1995年には、ギタリストとして再加入するが、またクビになる。1996年にベーシストとして再々加入し、2003年のSEX MACHINEGUNS解散まで在籍。

## 使用機材
ベース
- ESP ACHO -BAKUSOU TENSHI-
- ESP ACHO -キャサリン-
- ESP ACHO -メルティ-
- ESP NOISY IS MY LOVE -Rabbit Dog-
- ESP ACHO -Fairy 5-
- ESP JETT Going -ADIOS-
- ESP ACHO -Angel 5-
- ESP ACHO -SCORPION DEATH ROCK!!-
- ESP ACHO -101 Dalmatian-
- ESP JETT Going -UNDER GROUND ANGEL-
- ESP ACHO-5 -i-Zone-

## DUSTAR-3
DUSTAR-3(ダスタースリー)は、2004年にNOISYとHIMAWARI(共に元SEX MACHINEGUNS)、YUKI(元Λucifer)で結成。3人がそれぞれボーカルを分担していくスタイルをとっていると書かれていることが多いが、実際には、NOISYがメインボーカルである場合がほとんどである。

### メンバー
- NOISY (Ba.Vo.)
- YUKI (G.Vo.)
- HIMAWARI (Dr.Vo.)

### ディスコグラフィー
発売元はHEAT SEEKER Records
- アルバム

1. トライ! トライ! トライ!（05年4月13日 RGCH-1007)
2. オレタチイケメン(二枚目)（07年11月7日 RGCH-1013）

- ミニアルバム

1. ダスター3のロックンロールジャム （06年12月20日 RGCH-1012）
2. 8月2日はパンツの日（06年8月2日 RGCH-1011）
3. 300℃（06年4月12日 RGCH-1010）
4. 200km/h（05年11月23日 RGCH-1009）
5. 100%（05年7月13日 RGCH-1008）
6. DUSTAR III（04年10月14日 RGCH-1005）
7. DUSTAR II（04年7月14日 RGCH-1004）
8. DUSTAR I（04年5月5日 RGCH-1003）

- ベストアルバム

1. PANTS NOT BEST(04年12月8日 RGCH-1006)
2. PANTS NOT BEST 2 (08年10月22日 RGCH-1015)

- DVD

1. PANT$ NOT DEAD "LOVE U DEADL¥"TOUR IN AUTUMN 2004（05年5月11日 RGBH-1001）
2. SUMMER PANTS CARNIVAL 2005(06年2月8日 RGBH-1002)
3. PANTS ROLLER TURBO SPECIAL 2006(07年6月20日 RGBH-1003)